# MG3
MG3 je německý víceúčelový kulomet, který vychází z druhoválečného typu MG 42.
MG3 byl standardizován na konci 50. let a byl přijat do služby u nově vzniklého Bundeswehru, kde je dodnes používán pěchotou a také na vozidlech. Zbraň MG3 a její odvozeniny byly také získány ozbrojenými silami ve více než 30 zemích. Armáda České republiky typ užívá jako součást výzbroje vozidel Dingo 2 a tanků Leopard 2. Výrobní práva k tomuto kulometu byla koupena Itálií (MG 42/59), Španělskem, Pákistánem (MG 1A3), Řeckem, Íránem, Súdánem a Tureckem.

## Varianty
- MG 1
- MG 1A1
- MG 1A2
- MG 1A3
- MG 1A4
- MG 1A5
- MG 2
- MG 3
- MG 3E
- MG 3A1